# Allen Fong
Pour les articles homonymes, voir Fong.
Allen Fong Yuk-ping (方育平 en chinois) est un réalisateur hong-kongais né en 1947. Il est considéré comme l'un des meilleurs réalisateurs de la Nouvelle Vague hongkongaise. À ce titre, certains de ses films sont présentés au Festival Paris Cinéma en 2012.

## Filmographie
- 1981 : Father and Son (父子情)
- 1983 : Ah Ying (半邊人)
- 1986 : Just like the Weather (美國心)
- 1990 : Dancing Bull (舞牛)
- 1997 : A Little Life-Opera (一生一台戲)
- 2000 : Tibetan Tao  (documentaire)

## Prix et distinctions

### Hong Kong Film Awards
- Hong Kong Film Awards 1982 : meilleur film et meilleur réalisateur pour Father and Son
- Hong Kong Film Awards 1984 : meilleur film et meilleur réalisateur pour Ah Ying
- Hong Kong Film Awards 1987 : meilleur réalisateur pour Just like the Weather